# Tout le monde (sauf toi)
Singles de Clara Luciani
Coeur
(2022) Tout pour moi
(2024)
Pistes de Cœur
Le Chanteur
(3) Respire encore
(5)
Tout le monde (sauf toi) est une chanson écrite, composée et interprétée par Clara Luciani, cocomposée par Ambroise Willaume et produite par Breakbot, Pierrick Devin et Ambroise Willaume. La chanson sort le 11 février 2023 en tant qu'ultime single de l'album Cœur.

## Thème de la chanson
Dans Tout le monde (sauf toi), Clara Luciani évoque la non-conformité aux normes de notre société.

« C’est une chanson d’amitié. Elle parle d’un garçon avec lequel je suis très amie, et que j’ai connu au lycée [...] Ce qui m’a frappé (quand elle l'a revu), c’est qu’il n’avait absolument pas changé, et qu’il était toujours dans la même démarche, la même quête de grande liberté. Il n’en a rien à faire de la mode, des tendances, des réseaux sociaux, des smartphones… »

Source: Clara Luciani pour Je suis Musique.

## Crédits
- Écrit par Clara Luciani
- Composé par Clara Luciani et Sage
- Produit par Sage, Breakbot, Pierrick Devin
- Basse: Laurent Vernerey
- Batterie: Vincent Taeger
- Piano, claviers: Sage
- Percussions: Abraham Mansfaroll
- Chœurs: Alexandra Vuong, Doriane Louisy Joseph, Dorian Kateb, Marc Robinson, Audrey Audel, Sarah Griche, Joby Smith
- Mix: Pierrick Devin

## Classements

### Classements hebdomadaires
| Classement (2023)                       | Meilleure position |
| --------------------------------------- | ------------------ |
| Belgique (Wallonie Ultratop 50 Singles) | 15                 |
| France (SNEP)                           | 199                |

### Certifications
| Pays   | Organisme | Certification | Seuil                            |
| ------ | --------- | ------------- | -------------------------------- |
| France | SNEP      | Or            | 15 millions d'équivalent streams |